# Relicina filsonii
Relicina filsonii är en lavart som beskrevs av Elix & J. Johnst. Relicina filsonii ingår i släktet Relicina och familjen Parmeliaceae.   Inga underarter finns listade i Catalogue of Life.